# Isodontia dolosa
Isodontia dolosa är en biart som först beskrevs av Kohl 1895.  Isodontia dolosa ingår i släktet Isodontia och familjen grävsteklar. Inga underarter finns listade i Catalogue of Life.